# Puchar Świata w Chodzie Sportowym 1987
13. Puchar Świata w Chodzie Sportowym – zawody lekkoatletyczne, które odbyły się 2 i 3 maja 1987 roku w Nowym Jorku.

## Rezultaty

### Mężczyźni
|               | 1. miejsce        | Rezultat | 2. miejsce      | Rezultat | 3. miejsce        | Rezultat |
| Chód na 20 km | Carlos Mercenario | 1:19:24  | Viktor Mostovik | 1:19:32  | Anatoliy Gorshkov | 1:20:04  |
| Chód na 50 km | Ronald Weigel     | 3:42:26  | Hartwig Gauder  | 3:42:52  | Dietmar Meisch    | 3:43:14  |

### Kobiety
|               | 1. miejsce    | Rezultat | 2. miejsce      | Rezultat | 3. miejsce  | Rezultat |
| Chód na 10 km | Olga Krisztop | 43:22    | Irina Strachowa | 43:35    | Jin Bingjie | 43:45    |